# 格罗格酒

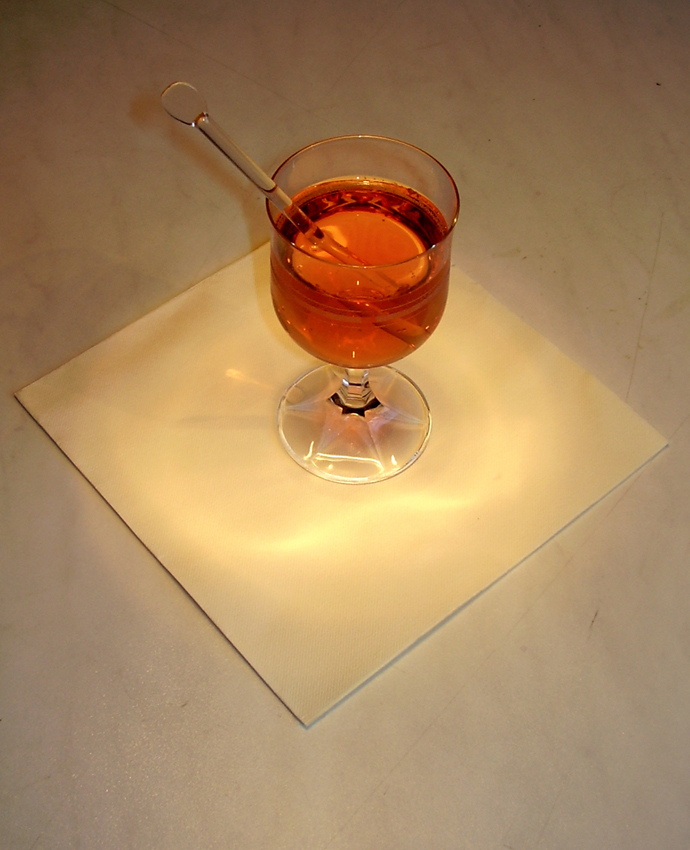
一杯格罗格酒

格罗格酒（英語：Grog），或译为摻水烈酒，是一個很寬泛的酒精飲料類別。現代的摻水烈酒一般指加入熱水或沸水的朗姆酒飲料，有時包括檸檬汁等飲料以改善味道。在美國，有時會有蘋果汁替代水。摻水烈酒起源於英國。由于任务时间长，淡水因存放太久会發霉發臭而難以入口。皇家海軍的官兵為了讓淡水可以饮用，就在食水裡混入啤酒或葡萄酒飲用以改善口感。但啤酒和葡萄酒本身更易变质，则後來改用保存期更長的朗姆酒，此為摻水烈酒之始。為預防水手的壞血病，摻水烈酒中还会加入青柠果汁以補充維生素C。
在1740年，英國海軍上將愛德華·弗農為了避免軍人將航海中多日份的酒一口氣喝完，將摻水後的朗姆酒定額發配給士兵飲用，因此定立了英國皇家海軍各艦艇內每日發配摻水烈酒的傳統。但在1970年，海軍部以現代艦艇生活條件比以往很大改善，加上機器操作日漸複雜，為避免艦艇人員因喝醉而導致人為錯誤為理由，決定在該年7月31日將這個傳統廢除，該日被海軍官兵稱為「黑色酒杯日」（Black Tot Day），其後各英聯邦自治領的海軍也逐漸將這傳統廢止了（除了澳大利亞皇家海軍早已在1921年停止之外），只有在海軍或皇室的喜慶節日當中，還有要獲得英國君主的恩准下，海軍官兵才有一次享用朗姆酒的機會。